# Роња, разбојничка кћи (роман)
Роња, разбојничка кћи (оригинални назив Ronja, rövardotter) је роман шведске списатељице Адстрид Линдгрен први пут објављен 1981. године. У овом делу Астрид Линдгрен је дала модернију верзију Пипи Дуге Чарапе, своје прве јунакиње чије је авантуре описала у причама којима је стекла велику популарност. 
Роња је замишљена као јунакиња која плени живим, ратоборним и слободољубивим духом. Њој је најважнија борба за истину, неспутаност и право на избор. Као и пре ње Пипи и други јунаци шведске списатељице, Роња разбија стереотипе о нежним и нејаким принцезама, већ говори о дивљем, слободном животу, јединству са природом и другим бићима и, најзад, о жртвовању за љубав и слободу. Роман обилује описима доживљаја у природи, као што су лов, јахање дивљих коња и живот у пећини. 

## Радња
Роња је ћерка јединица шумског разбојника Матиса. Са мајком Лувис и дружином разбојника, који су, ма колико сурови, увек били нежни према девојчици, живи у замку у шуми. Девојчица живих црних чију и неукротиве црне косе, полако истражује свет, али врло брзо учи да у шуми вребају опасности као што су бауци или харпије. Родитељи су је учили да су бауци опасни само ако их се неко плаши и тако „Роња није радила ништа друго само се чувала онога што је опасно и вежбала да се не плаши“. Истражујући свет, али и замак и којем је одрасла, радознала и неустрашива Роња је дошла до Паклене провалије, места које се отворило када је удрио гром на дан њеног рођења. Тако је упознала Бирка, сина разбојника са којим је Роњин отац био у великом непријатељству. Роња, међутим, не жели да буде разбојнички вођа како је њен отац очекивао. Роња и Бирк се зближавају, а љубав и пријатељство их терају да побегну у шуму и да живе у пећини, узимајући од природе оно што им је потребно. Захваљујући њиховој упорности и храбрости, постепено и њухови радитељи заборављају на непријатељство.

## Рецепција и критике
Лик Роње је створио другачији поглед на одрастање девојчица: „Зар нису постојале негдје у књигама дјевојчице попут мене? Неке које нису биле 'фине', које нису носиле хаљине, које нису познавале правила бонтона и говориле стране језике, које трче слободно, које се нису хтјеле удати, неке које страствено изражавају своја мишљења, које су под свјетлом мале свијеће гледале теле како први пута у животу покушава ходати (неуспјешно), неке с крастама на кољенима, које знају како се саде крумпири и када цвјетају јорговани?“
Ипак, у неким приказима, говори се и о меланхоличном погледу на дечију слободу: „Наиме, елемент фантастичног у роману Роња, разбојничка кћи поглавито је  повезан са мотивима природе и шуме и има велику улогу у конструисању ликова деце и визије њихове еманципације. Они моћ и контролу над сопственим судбинама углавном успостављају издвајањем, игнорисањем или напросто потпуном другошћу у односу на свет друштвене стварности. Тиме се оно што је најпривлачније у прози ове ауторке – осебујан карактер детета протагонисте/протагонисткиње – може интерпретирати као извор темељне идејно-поетичке дилеме – да ли је свет по мери детета искључиво онај изван друштвене стварности?“

## Филмске, ТВ или позоришне адаптације
Преко сервиса Amazon Video 2017. године постала је доступна прва сезона серије Ronja, the robbers dauther